# طنبورة (فن)
فن الطنبورة هو نوع الموسيقى والرقص والغناء المنتشر في دول الخليج مثل عمان والكويت والإمارات وقطر. والمنطقة الشرقية في المملكة العربية السعودية.
ونسبة إلى أصوله الإفريقية هو يسمي أيضا بعبارة «نوبان». وأفاد كارستن نيبور في كتابه رحلة إلى شبة الجزيرة العربية وإلى بلاد أخرى مجاورة لها ص 148 أن الطنبورة هي التي يستعملها اليونانيون الآتون إلى مصر من جزر الأرخبيل . وتسمى باللغة العربية «طنبورة» ويسمى اليونانيون الآله بـ(baglama ) وتشارك في الرقص النساء إلى جانب الرجال. من الآلات الموسيقية المستخدمة في هذا نوع الموسيقى الآلة الرائيسية هي الطنبورة وهذا بالإضافة إلى آلات إيقاعية مثل الطبل والمنجور («منيور» في اللهجة العمانية) والمنجور حزام يثبت عليه حوافر أغنام. كان لفن الطنبورة في الماضي علاقة بالعلاج بالموسيقي، كما له علاقة بالزار. في الماضي كان يوجد فن الطنبورة في بيئة البدو فقط ولكنه الآن انتشر للمدن ويوجد في معظم الأعراس سواء كانت لأهل البادية أو الحضر وحتى في صالات الفنادق.